# Lorette Gallant
Pour les articles homonymes, voir Gallant.
Lorette Gallant, C.M., est une religieuse et musicienne canadienne, originaire de Dieppe, au Nouveau-Brunswick. Elle enseigne la musique et est directrice de la chorale des Jeunes Chanteurs d'Acadie, s'étant produite aux États-Unis et dans plusieurs pays d'Europe. Son dévouement lui a valu le surnom d'« Ambassadrice chantante de l'Acadie ». Elle est faite membre de l'ordre du Canada en 1995.